# Elección para gobernador de Misuri de 2008
La elección para gobernador de Misuri de 2008 tuvo lugar el 4 de noviembre. 

## Primaria republicana
|  | 49.2 % |

|  | 44.7 % |

|  | 4.7 % |

|  | 1.4 % |

|  | 100 % |

## Primaria demócrata
|  | 85.0 % |

|  | 15.0 % |

|  | 100 % |

## Resultados
|  | 58.4 % |

|  | 39.5 % |

|  | 1.1 % |

|  | 1.0 % |

|  | 100 % |

|  | 69.40 % |